# Corinne Fleurot
Pour les articles homonymes, voir Fleurot.
Corinne Fleurot est un auteur français de livre jeunesse, née le 14 janvier 1960  à Paris.

## Biographie
Corinne Fleurot est née à Paris le 14 janvier 1960. Elle fait des études de lettres puis a enseigné. Elle suit des cours de théâtre, joue comme comédienne mais pratique également la mise en scène. Elle se consacre ensuite à l'écriture d'ouvrages pour la jeunesse.

## Publications
Corinne Fleurot a notamment publié une pièce de théâtre en 1995 :
- Contre toute attente

et plusieurs ouvrages pour la jeunesse :
- Le petit chef de famille, illustrateur : Philippe Munch, Casterman, 1994
- Couscous, illustrateur : Hélène Perdereau, Albin Michel Jeunesse, 1994
- Z comme Zoo, illustrateur : Fernando Puig Rosado, Grasset Jeunesse, 1997
- Le Jour de la photo, illustrateur : Hélène Perdereau, Père Castor Flammarion, Castor poche, 1998
- Le Poil dans la main, illustrateur : Jérôme Brasseur, Grasset Jeunesse, 1999.